# Anderlues
Anderlues is een Waalse gemeente in de provincie Henegouwen in België. De gemeente telt ruim 12.000 inwoners. Binnen de gemeentegrenzen liggen geen andere kernen; een groot stuk van het grondgebied is verstedelijkt. Anderlues ligt langs de gewestweg N90 van Charleroi naar Bergen, op een tiental kilometer van de steden Charleroi, Binche en Thuin.
Anderlues ligt op het gelijknamige Plateau van Anderlues, dat de stroomgebieden van de Schelde en de Maas scheidt. Drie riviertjes ontspringen in Anderlues: de Piéton, de Haye en de Hene, die zijn naam aan de provincie Henegouwen (Frans: Hainaut) gaf.

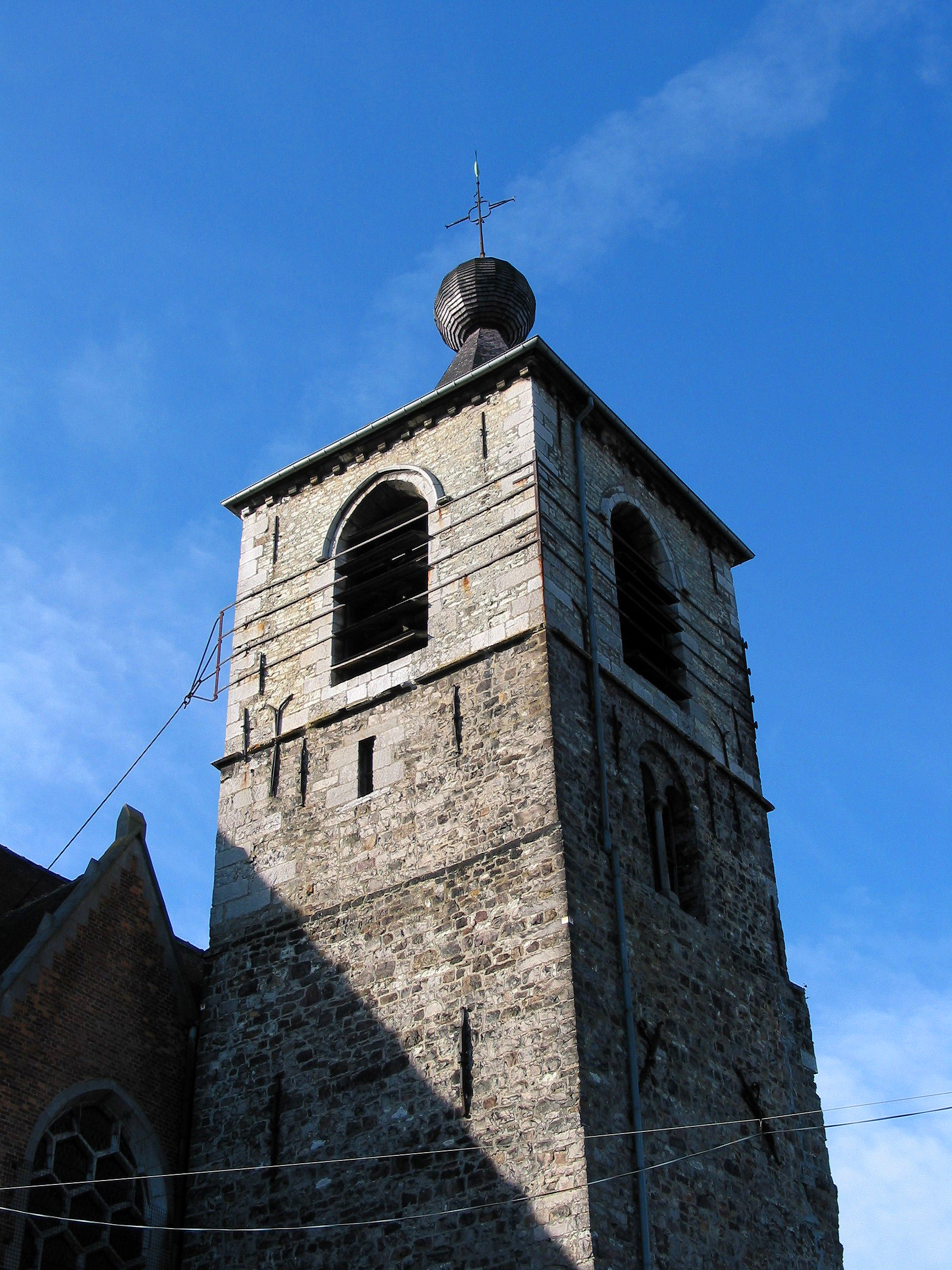
Kerk van Anderlues

## Geschiedenis
Een oude vermelding van de plaats gaat terug tot 869, met een vermelding als een bezitting van de abdij van Lobbes. De naam is afkomstig van Anderlobia. Lobia was de benaming van het grondgebied van Lobbes, doorkruist door de Samber. Het woorddeel Lo stond voor een bebost gebied, Bia was een waterloop. Ook Anderlues was een bebost gebied dat aan een rivier lag, een tweede of ander "Lobia", vanwaar de naam Anderlobia.
Anderlues was lang een landelijk bebost gebied, maar de steenkoolontginning gaf Anderlues uiteindelijk een meer industrieel karakter.

## Bezienswaardigheden
- De Sint-Medarduskerk (Église Saint-Médard) heeft een 12e-eeuwse romaanse toren met een laatgotische bovengeleding van 1650. Het schip werd tengevolge van mijnschade gesloopt in 1928. Een nieuwe kerk werd naast de toren gebouwd. Dit betrof een neogotisch kerkgebouw van 1937. Ook deze kerk moest vanwege mijnschade gesloopt worden in 2006. In 1977 werd een nieuwe kerk op een andere plaats gebouwd en bleef de toren, als Tour Bourlette, zonder kerk achter.
- De Moulin de la Haye is een onderslagmolen op de Ruisseau de la Haie. Deze kwam in 1956 buiten bedrijf en werd verbouwd tot woonhuis. Een nabijgelegen boerderij behoorde vroeger bij de molen.

## Natuur en landschap
Anderlues ligt nabij de waterscheiding van Schelde (Hene) en Maas (Sambre). Met 212 meter ligt hier het hoogste punt van Midden-België op de plaats die Planti wordt genoemd. De Hene heeft in deze omgeving zijn bron en stroomt naar het noorden, evenals de Ruisseau de la Haye en de Piéton, zijriviertjes van de Hene. De hoogte aan de kerk bedraagt 181 meter.

## Economie
In de 19e eeuw begon men met de steenkoolwinning. Explosies van mijngas leidden tot 49 slachtoffers in 1880 en 160 slachtoffers in 1892.

## Trams en spoorwegen

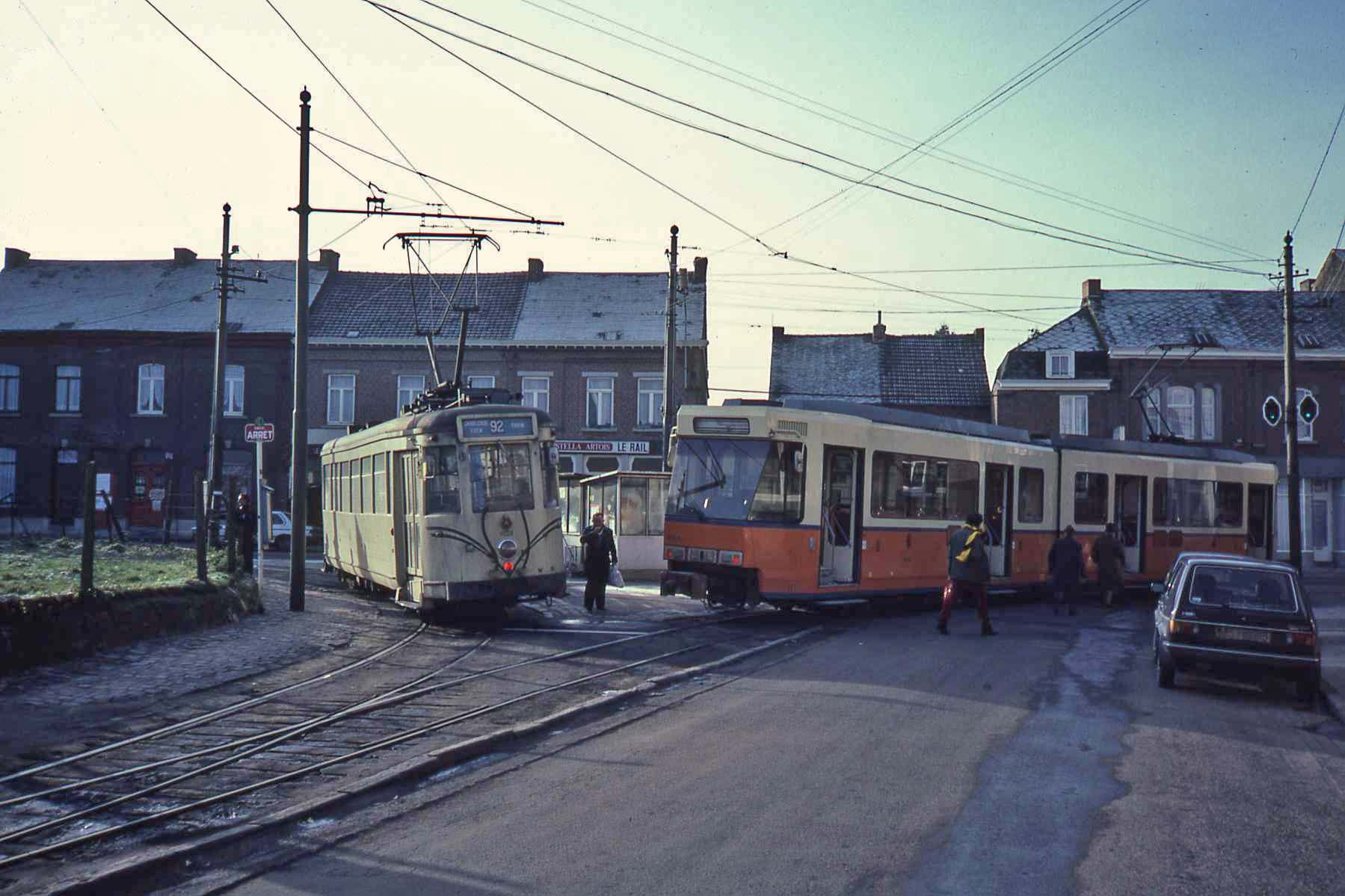
Een overstap tussen oude en nieuwe trams in 1982 bij Jonction

Anderlues is een belangrijk knooppunt geweest van het Henegouwse elektrisch tramnet van de buurtspoorwegen. De eerste tram reed op 1 oktober 1910 van Anderlues (spoorstation) naar Carnières. In 1931 was er een tramnetwerk ontstaan waarbij men vanuit Anderlues in vier richtingen rechtstreeks verre regionale bestemmingen kon bereiken:
- Noordwest: La Louvière en Bracquegnies
- Zuid: Lobbes en Thuin
- Westen: Binche en Bergen
- Oosten: Charleroi

Om snelle doorgaande tramdiensten te verzekeren en het drukke knooppunt bij "Jonction" te ontlasten, is in 1941 een rechtstreekse doorgaande tramlijn gebouwd langs de doorgaande hoofdweg in Anderlues.
In 1983 werd de tramdienst naar Thuin (lijn 92) opgeheven, in 1993 gevolgd door de tramlijn 90 naar Binche en La Louvière, ondanks dat die lijn in 1982 nog helemaal vernieuwd was.. Het doorgaand spoor langs de hoofdweg bleef er nog lang maar was buiten gebruik. De overblijvende tramlijn en stelplaats is nog steeds in gebruik en maakt deel uit van de Métro léger de Charleroi. Het is meestal een kwartiersdienst naar Charleroi. Na halfacht 's avonds wordt de tram vervangen door een busdienst. De lijn naar Thuin werd tot na 2000 nog gebruikt voor museumtrams. Daarna is deze lijn opgebroken. De museumtrams rijden nu alleen nog tussen Thuin en Lobbes op de museumtramlijn, en op een deel van een voormalige spoorlijn.
Er liep vroeger een spoorlijn door het dorp. In 1958 werd het reizigersverkeer opgeheven, maar de lijn bleef in dienst tussen Piéton en Anderlues tot 1989 voor het goederenverkeer.

## Politiek

### Resultaten gemeenteraadsverkiezingen sinds 1976
| Partij               | Partij                         | 10-10-1976 | 10-10-1976 | 10-10-1982 | 10-10-1982 | 9-10-1988 | 9-10-1988 | 9-10-1994 | 9-10-1994 | 8-10-2000 | 8-10-2000 | 8-10-2006 | 8-10-2006 | 14-10-2012 | 14-10-2012 | 14-10-2018 | 14-10-2018 | 13-10-2024 | 13-10-2024 |
| Stemmen / Zetels     | Stemmen / Zetels               | %          | 23         | %          | 21         | %         | 21        | %         | 21        | %         | 21        | %         | 21        | %          | 21         | %          | 23         | %          | 23         |
| -------------------- | ------------------------------ | ---------- | ---------- | ---------- | ---------- | --------- | --------- | --------- | --------- | --------- | --------- | --------- | --------- | ---------- | ---------- | ---------- | ---------- | ---------- | ---------- |
|                      | PS                             | 62,2       | 16         | 68,49      | 16         | 60,17     | 14        | 67,55     | 18        | 75,87     | 18        | 45,76     | 12        | 52,59      | 13         | 52,24      | 14         | 32,41      | 7          |
|                      | MSJ Canon1/MSJ Canon-CDHA      | -          |            | -          |            | -         |           | -         |           | -         |           | 24,491    | 5         | 17,92A     | 3          | -          |            | -          |            |
|                      | PSC1/CDH2/MSJ Canon-CDHA/ AJCB | 17,751     | 4          | 20,111     | 4          | -         |           | 11,051    | 2         | -         |           | 9,822     | 1         | 17,92A     | 3          | 35,47B     | 9          | 47,18B     | 12         |
|                      | ECOLO / AJCB                   | -          |            | -          |            | -         |           | 6,92      | 0         | -         |           | -         |           | 7,49       | 1          |            | 9          | 47,18B     | 12         |
|                      | MR1 / AJCB / Pour Anderlues!2  | -          |            | -          |            | -         |           | -         |           | 14,21     | 2         | 12,451    | 2         | 14,781     | 3          | 20,412     | 9          | 4          |            |
|                      | RW                             | 15,86      | 3          | -          |            | -         |           | -         |           | -         |           | -         |           | -          |            | -          |            | -          |            |
|                      | PCB                            | 4,19       | 0          | -          |            | -         |           | -         |           | -         |           | -         |           | -          |            | -          |            | -          |            |
|                      | RPW                            | -          |            | 11,4       | 1          | 7,06      | 0         | -         |           | -         |           | -         |           | -          |            | -          |            | -          |            |
|                      | IC                             | -          |            | -          |            | 32,77     | 7         | 9,58      | 1         | -         |           | -         |           | -          |            | -          |            | -          |            |
|                      | A.D.P.                         | -          |            | -          |            | -         |           | -         |           | 9,93      | 1         | -         |           | -          |            | -          |            | -          |            |
|                      | GAUCHE                         | -          |            | -          |            | -         |           | -         |           | -         |           | 7,48      | 1         | 7,22       | 1          | 3,81       | 0          | -          |            |
|                      | DéFI                           | -          |            | -          |            | -         |           | -         |           | -         |           | -         |           | -          |            | 6,56       | 0          | -          |            |
| Anderen(*)           | Anderen(*)                     | -          |            | -          |            | -         |           | 4,90      | 0         | -         |           | -         |           | -          |            | 1,93       | 0          | -          |            |
| Totaal stemmen       | Totaal stemmen                 | 7131       | 7131       | 7034       | 7034       | 6842      | 6842      | 6751      | 6751      | 7208      | 7208      | 7708      | 7708      | 7706       | 7706       | 8003       | 8003       | 7828       | 7828       |
| Opkomst %            | Opkomst %                      |            |            |            |            | 91,35     | 91,35     | 89,13     | 89,13     | 88,54     | 88,54     | 90,44     | 90,44     | 86,78      | 86,78      | 87,81      | 87,81      | 82,00      | 82,00      |
| Blanco en ongeldig % | Blanco en ongeldig %           | 4          | 4          | 7,82       | 7,82       | 7,26      | 7,26      | 7,11      | 7,11      | 7,95      | 7,95      | 7,68      | 7,68      | 8,89       | 8,89       | 8,51       | 8,51       | 9,13       | 9,13       |

(*) 1994: AS (4,9%) / 2018: WI (1,93%)

## Demografische ontwikkeling
- Bronnen:NIS, Opm:1831 tot en met 1981=volkstellingen; 1990 en later= inwonertal op 1 januari

| Inwoners van jaar tot jaar op 1 januari vanaf 1992 tot heden | Inwoners van jaar tot jaar op 1 januari vanaf 1992 tot heden | Inwoners van jaar tot jaar op 1 januari vanaf 1992 tot heden |
| jaar                                                         | Aantal                                                       | Evolutie: 1992=index 100                                     |
| ------------------------------------------------------------ | ------------------------------------------------------------ | ------------------------------------------------------------ |
| 1992                                                         | 11.422                                                       | 100,0                                                        |
| 1993                                                         | 11.418                                                       | 100,0                                                        |
| 1994                                                         | 11.442                                                       | 100,2                                                        |
| 1995                                                         | 11.522                                                       | 100,9                                                        |
| 1996                                                         | 11.477                                                       | 100,5                                                        |
| 1997                                                         | 11.569                                                       | 101,3                                                        |
| 1998                                                         | 11.581                                                       | 101,4                                                        |
| 1999                                                         | 11.518                                                       | 100,8                                                        |
| 2000                                                         | 11.540                                                       | 101,0                                                        |
| 2001                                                         | 11.519                                                       | 100,8                                                        |
| 2002                                                         | 11.486                                                       | 100,6                                                        |
| 2003                                                         | 11.525                                                       | 100,9                                                        |
| 2004                                                         | 11.485                                                       | 100,6                                                        |
| 2005                                                         | 11.608                                                       | 101,6                                                        |
| 2006                                                         | 11.578                                                       | 101,4                                                        |
| 2007                                                         | 11.651                                                       | 102,0                                                        |
| 2008                                                         | 11.616                                                       | 101,7                                                        |
| 2009                                                         | 11.609                                                       | 101,6                                                        |
| 2010                                                         | 11.692                                                       | 102,4                                                        |
| 2011                                                         | 11.742                                                       | 102,8                                                        |
| 2012                                                         | 11.895                                                       | 104,1                                                        |
| 2013                                                         | 11.941                                                       | 104,5                                                        |
| 2014                                                         | 11.976                                                       | 104,9                                                        |
| 2015                                                         | 11.944                                                       | 104,6                                                        |
| 2016                                                         | 12.012                                                       | 105,2                                                        |
| 2017                                                         | 12.123                                                       | 106,1                                                        |
| 2018                                                         | 12.254                                                       | 107,3                                                        |
| 2019                                                         | 12.261                                                       | 107,3                                                        |
| 2020                                                         | 12.362                                                       | 108,2                                                        |
| 2021                                                         | 12.429                                                       | 108,8                                                        |
| 2022                                                         | 12.498                                                       | 109,4                                                        |
| 2023                                                         | 12.601                                                       | 110,3                                                        |
| 2024                                                         | 12.809                                                       | 112,1                                                        |
| 2025                                                         | 12.955                                                       | 113,4                                                        |

## Nabijgelegen kernen
Mont-Sainte-Geneviève, Épinois, Carnières, Fontaine-l'Evêque, Lobbes, Thuin